# LGV Buenos Aires-Rosario-Córdoba

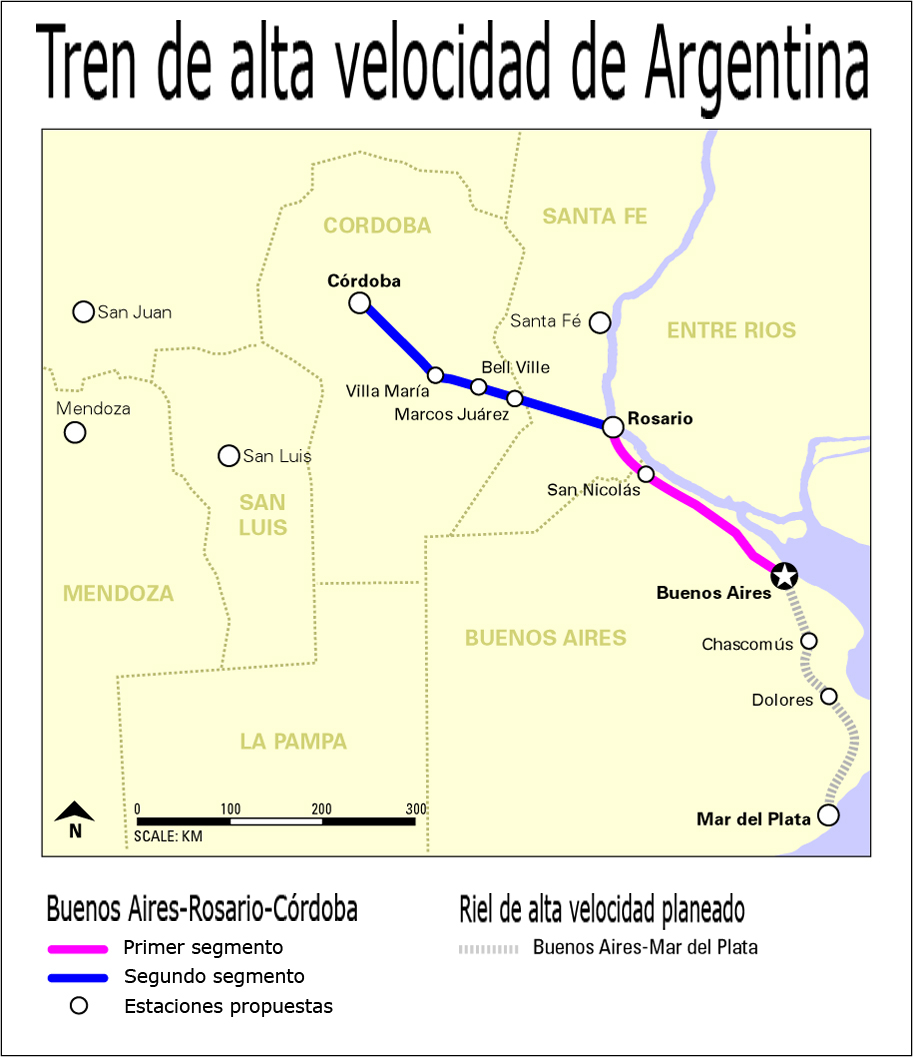
Le parcours prévu du Tren de Alta Velocidad.

La liaison ferroviaire à grande vitesse Buenos Aires-Rosario-Córdoba (en espagnol Tren de Alta Velocidad ou TAVe), était un projet de train à grande vitesse qui devait relier les villes de Buenos Aires, Rosario et Córdoba en Argentine par une ligne longue de 710 km. Mais avec la  crise financière de 2008, le projet de TGV Argentine a été stoppé.

## Historique
Le lancement du projet est annoncé par le président Néstor Kirchner lors d'une conférence de presse le 26 avril 2006. 
Le projet est suspendu en 2008 à la suite des répercussions de la crise financière. Ce projet est vivement contesté par les Argentins qui dénoncent un sous-investissement chronique dans la rénovation des trains de banlieue de Buenos-Aires, privilégiant la création de nouvelles infrastructures ferroviaires. Ils réclament au gouvernement argentin un plan de rénovation des trains de banlieue de Buenos-Aires. 
Au début des années 2010, des discussions reprennent pour les appels d'offres du projet. En octobre 2013, des travaux de rénovation du corridor ferroviaire entre Buenos Aires et Rosario sont lancés.

## Caractéristiques
Atteignant une vitesse de 320 km/h, le train empruntant cette ligne doit relier Córdoba à Buenos Aires en 2 heures 55 minutes, alors que 7 heures sont nécessaires actuellement par la route.
Elle serait la première ligne à grande vitesse d'Argentine et d'Amérique du Sud.